# David Cartlidge
Dave Cartlidge (sinh ngày 9 tháng 4 năm 1940) là một cầu thủ bóng đá người Anh, thi đấu ở vị trí wing half ở Football League cho Chester.